# 京都マラソン
京都マラソン（きょうとマラソン、英語: Kyoto Marathon）は、2012年3月11日に、京都府京都市で第1回大会が開催された、大規模な市民参加型マラソン大会である。
過去にも1969年（それ以前、戦前）から1982年まで同名のマラソン大会（ただしこの京都マラソンとは直接関連はない）が開催されていた。本項ではそれについても記述する。

## 沿革
2010年4月23日、第1回「京都マラソン開催準備委員会」が開かれた。
2011年5月16日、第1回「京都マラソン実行委員会」が開かれ、第1回「京都マラソン」開催が発表された。「京都マラソン」の名を冠する大会としては30年ぶりの復活となる。なお当時と異なり、全国都道府県対抗女子駅伝競走大会も従来通り存続する。

## 概要
参加者は1万6000人。制限時間は6時間。マラソン、ペア駅伝、車いす競技の3部門が行われ、距離はマラソンは42.195 km、ペア駅伝は85m長い42.28 km、車いす競技は
6.1Kmである。

### コース
- スタート：京都市西京極総合運動公園陸上競技場兼球技場
- フィニッシュ：平安神宮

### 2015年以降
- スタート→五条通→葛野大路通→松尾橋東詰→桂川左岸→渡月橋付近→大覚寺付近→広沢池→一条通→仁和寺→西大路通→北大路通→船岡山付近→上賀茂神社付近→西賀茂橋（折り返し）→上賀茂神社付近→北山通→宝ヶ池付近（折り返し）→松ヶ崎橋西詰（折り返し）→洛北高校西側（折り返し）→京都府立植物園（園内）→賀茂川右岸→丸太町通→京都御苑南側（折り返し）→京都市役所（折り返し）→白川今出川（折り返し）→東大路通→フィニッシュ

### 2014年以前
- スタート→五条通→葛野大路通→松尾橋東詰→桂川左岸→渡月橋付近→大覚寺付近→広沢池→一条通→仁和寺→西大路通→北大路通→船岡山付近→上賀茂神社付近→西賀茂橋（折り返し）→上賀茂神社付近→北山通→国立京都国際会館付近（折り返し）→松ヶ崎橋西詰（折り返し）→洛北高校西側（折り返し）→（植物園内はなし）→賀茂川左岸→丸太町橋（折り返し）→白川今出川（折り返し）→フィニッシュ

### 参加資格
開催年度の4月1日現在、満18歳以上で5時間40分以内に完走できる男女。
- 参加料
  - 第1回 10,500円（海外選手は12,500円）、ペア駅伝（1組2名）は16,000円。
  - 第2回 - 第8回 12,000円（海外選手は15,000円）、ペア駅伝（1組2名）は20,000円。
  - 第9回以降 15,000円（海外選手は17,000円）、ペア駅伝（1組2名）は25,000円。

### 規定
仮装は禁止されており、顔とゼッケンが見えるようにしなければならない。

## 優勝者
-数字- は優勝回数、      は（当時の）大会記録。
|    | 開催日        | 男子選手           | 記録          | 女子選手           | 記録          |
| -- | ------------- | ------------------ | ------------- | ------------------ | ------------- |
| 1  | 2012年3月11日 | 牛山純一 (JPN)     | 2時間26分21秒 | 小林玲子 (JPN)     | 2時間48分47秒 |
| 2  | 2013年3月10日 | 五十嵐真悟 (JPN)   | 2時間20分30秒 | 小林玲子 (JPN) -2- | 2時間49分06秒 |
| 3  | 2014年2月16日 | 横山裕樹 (JPN)     | 2時間25分18秒 | 野村友香里 (JPN)   | 2時間49分10秒 |
| 4  | 2015年2月15日 | 横山裕樹 (JPN) -2- | 2時間21分14秒 | 古久保亜衣 (JPN)   | 2時間45分30秒 |
| 5  | 2016年2月21日 | 上門大祐 (JPN)     | 2時間17分54秒 | 松本久昌 (JPN)     | 2時間50分41秒 |
| 6  | 2017年2月19日 | 村刺厚介 (JPN)     | 2時間20分32秒 | 幾野由里亜 (JPN)   | 2時間45分15秒 |
| 7  | 2018年2月18日 | 久本駿輔 (JPN)     | 2時間23分44秒 | 中島いづみ (JPN)   | 2時間51分57秒 |
| 8  | 2019年2月17日 | 丸山竜也 (JPN)     | 2時間16分27秒 | 篠﨑理紗 (JPN)     | 2時間51分40秒 |
| 9  | 2020年2月16日 | 渋川裕二 (JPN)     | 2時間21分48秒 | 大前千晶 (JPN)     | 2時間45分25秒 |
| 10 | 2023年2月19日 | 福田裕大 (JPN)     | 2時間19分39秒 | 太田美紀子 (JPN)   | 2時間48分57秒 |
| 11 | 2024年2月18日 | 森井勇磨 (JPN)     | 2時間14分15秒 | 廣川風佳 (JPN)     | 2時間47分22秒 |
| 11 | 2025年2月16日 | 森井勇磨 (JPN) -2- | 2時間16分19秒 | 廣川風佳 (JPN) -2- | 2時間45分09秒 |

## 運営

### 関連団体

#### 大会運営関係
主催
- 京都市
- 京都陸上競技協会

共催
- 京都市体育振興会連合会
- 京都新聞
- 京都放送
- エフエム京都

企画・運営
- 京都マラソン実行委員会

主管
- 京都陸上競技協会

運営協力
- 京都障害者スポーツ振興会
- 京都市スポーツ推進指導員会
- 京都府医師会
- 京都私立病院協会
- 京都市立病院機構
- 京都府看護協会
- 京都府救急救命士会
- 京都橘大学
- 明治国際医療大学
- 京都市地域女性連合会
- 京都ランニング連合会

後援
- 国際マラソン・ディスタンスレース協会（AIMS）
- 日本陸上競技連盟
- スポーツ庁
- 観光庁
- 京都府
- 京都府教育委員会
- 京都市教育委員会
- 京都商工会議所
- 京都市スポーツ協会
- 京都文化交流コンベンションビューロー
- 京都市観光協会
- 京都商店連盟
- NHK京都放送局
- 毎日放送
- 朝日新聞京都総局
- 毎日新聞京都支局
- 読売新聞京都総局
- 産経新聞社京都総局
- 日本経済新聞社京都支社
- 共同通信社京都支局
- 時事通信社京都総局
- J:COM 京都みやびじょん

#### 協賛関係
特別協賛／ゴールドパートナー
- オムロン
- ワコール

シルバーパートナー
- 三菱UFJ銀行
- JAグループ京都
- 佐川急便
- セレマ

オフィシャルドリンクパートナー
- 大塚製薬(ポカリスエット名義)

ブロンズパートナー
- フォトクリエイト
- 佐川印刷
- 第一生命保険
- 東急不動産ホールディングス
- 島津製作所
- サントリーフーズ
- 日新電機
- 丸大食品

サポーティングパートナー
- 京都大原記念病院グループ
- 京都信用金庫
- 京都中央信用金庫
- 京都銀行
- ゆう薬局グループ
- JR西日本京都グループ
- 中省鋲螺製作所
- ワタキューホールディングス
- 日本電気
- 三菱UFJモルガン・スタンレー証券
- スターツグループ
- ロマンライフ
- 片岡製作所
- 城山ホールディングス
- スポーツミツハシ
- 中野物産
- 美十

### 問題点
- 警備やレース運営に不備がある事や、第1回で2億3000万円以上の赤字を出し不足分は公金で賄った[1][2]。このため、第2回からは参加費の値上げや、寄付金を出す事で抽選無しで出場できる枠「チャリティーランナー」を作った。しかし、寄付金枠の名称が「本来のチャリティーと誤解を招く」と指摘があった。なお現在は「ふるさと納税枠」の名称で京都市スポーツ振興基金への寄付を募っている。
- 長時間の交通規制に伴い京都市営バスの多くの路線が運休や経路変更の対象となる他、西賀茂営業所・梅津営業所・衣笠操車場などが孤立し使用できなくなる。また、多くのバスが迂回路とする烏丸通の交通渋滞が頻発する。

## テレビ中継
スタートとフィニッシュのみKBS京都でテレビ中継される。2016年は8:30 - 9:25、12:30 - 13:25に放送され、そのほかにKBS京都と毎日放送が特別番組を制作、再放送としてCS放送とネット配信が行われた。

## 京都マラソン（1969年-1982年）
京都新聞社の創刊90周年を記念し、1969年に第1回を開催した。新人の登竜門、中・長距離選手の育成を大会の目的としており、1977年の大会では瀬古利彦がこの大会でマラソン初挑戦の場となった。1982年を最後に発展的解消され、翌1983年からは皇后盃全国都道府県対抗女子駅伝競走大会へ衣替えされた。西京極陸上競技場を発着する42.195kmのフルマラソンだがコースは同じ西京極陸上競技場で発着する都道府県対抗女子駅伝や全国高校駅伝（男子の部）とは異なっている。テレビ中継は行われずラジオ中継のみNHKラジオ第一で全国に中継された。
1977年の大会では、鬼太鼓座の山本春枝と小幡キヨ子の2人の女性ランナーが出場したが、ともに途中の関門での制限時間を超えて、完走はならなかった。

### 優勝者
| 回                                       | 日付          | 氏名                   | 所属               | タイム    |
| ---------------------------------------- | ------------- | ---------------------- | ------------------ | --------- |
| 1                                        | 1969年3月9日  | 深田清次               | 大昭和製紙         | 2:17:43:8 |
| 2                                        | 1970年2月8日  | 内野幸吉               | 東洋工業           | 2:16:55:8 |
| 3                                        | 1971年2月7日  | 谷村隼美               | クラレ             | 2:13:45:2 |
| 4                                        | 1972年2月6日  | 佐藤進                 | 日本大学           | 2:17:37   |
| 5                                        | 1973年2月5日  | ジャック・フォスター   | ニュージーランド   | 2:14:53:4 |
| 6                                        | 1974年2月3日  | マッティ・ボーレンマ   | フィンランド       | 2:15:10:8 |
| 7                                        | 1975年2月9日  | 阪本峰照               | 日立造船           | 2:17:15:4 |
| 8                                        | 1976年2月8日  | 大久保初男             | 大東文化大学       | 2:16:50:2 |
| 9                                        | 1977年2月13日 | ウィリアム・ロジャース | アメリカ合衆国     | 2:14:26:2 |
| 10                                       | 1978年2月12日 | デーブ・チェトル       | オーストラリア     | 2:16:0:4  |
| 11                                       | 1979年2月11日 | 古田匡彦               | 長居AC(一般参加)   | 2:18:8:2  |
| 12                                       | 1980年2月10日 | 高取一男               | 東洋工業(一般参加) | 2:15:23   |
| 13                                       | 1981年2月15日 | 川口孝志郎             | 中京大学           | 2:18:14   |
| 14                                       | 1982年2月11日 | 古田匡彦               | 長居AC(一般参加)   | 2:17:58   |
| 出典: 大会開催時の朝日新聞および読売新聞 |               |                        |                    |           |

## 併設大会
平成26年からこの大会と同時に、異なる宗教者（例：仏教・神道・キリスト教・イスラム教等）が4人1組のチームで、世界平和を願う襷を繋ぐ駅伝（42.195km）「Interfaith駅伝」が開催された。